# Bernardi Narváez
Bernardo Narváez González, más conocido como Bernardi (Málaga, España, 6 de diciembre de 1934 - 7  de abril de 2025), fue un exfutbolista español. Jugaba en la posición de extremo izquierdo.

## Trayectoria
Comenzó a jugar al fútbol en las categorías inferiores del CD Málaga. 
En la temporada 1951-52 jugó en el CD Rosaleda, segundo filial malacitano y no tardaría en subir al primer filial malacitano, el Atlético Malagueño.
En 1953 ascendió al CD Málaga. Con el club malacitano jugaría en Primera, Segunda y Tercera División (temporada 1959-60). 
Se retiró en 1965, convirtiéndose en uno de los futbolistas que más partidos disputó con el club malacitano así como el segundo goleador histórico del club.

## Clubes
| Club               | País   | Año       |
| ------------------ | ------ | --------- |
| Atlético Malagueño | España | 1952-1953 |
| CD Málaga          | España | 1953-1965 |